# Andréi Nakov
 (mars 2019).
Si vous disposez d'ouvrages ou d'articles de référence ou si vous connaissez des sites web de qualité traitant du thème abordé ici, merci de compléter l'article en donnant les références utiles à sa vérifiabilité et en les liant à la section « Notes et références ».
Andréi Nakov (en bulgare : Андрей Наков ; né à Sofia, en 1941 et mort à Bruxelles le 19 mai 2022,),  dit aussi Andreï Borissovitch Nakov ou Andrei Boris Nakov (forme reconnue), est un historien de l’art, bulgare naturalisé français, spécialiste en art moderne.

## Biographie
Diplômé d’universités européennes et américaines, Andréi Nakov est, depuis le début des années 1970, l’auteur de nombreux ouvrages théoriques, monographies et catalogues d'expositions consacrés à l'avant-garde russe, au futurisme, au dadaïsme, au constructivisme russe, à l'art abstrait européen et à l'art contemporain. Il est conseiller éditorial des éditions Champ libre dans les années 1970.
Son ouvrage L'avant-garde russe (Éditions Hazan, Paris, 1984) a été édité à plusieurs reprises et traduit dans plusieurs langues, dont le russe.
Depuis l'édition critique des écrits de Nikolaï Taraboukine en 1972 puis ceux de Malewicz aux éditions Champ libre en 1975, Andréi Nakov a consacré ses recherches à l'œuvre de ce dernier et publié Kazimir Malewicz - Catalogue raisonné (Adam Biro, 2002).
Depuis 1972, il a également organisé des expositions consacrées à Malewicz (Tate Gallery, Londres 1976) et à divers aspects de l’avant-garde russe et aux origines de l’art moderne en général.
La monographie d'Andréi Nakov en 4 volumes Kazimir Malewicz - le peintre absolu, a été publiée en avril 2007 chez Thalia Édition, Paris.
En mars 2009, Andréi Nakov a porté plainte pour faux, contrefaçon de signature et escroquerie contre Jean Chauvelin, expert en avant-garde et initiateur de l'exposition de l'artiste d'avant-garde russe Alexandra Exter (1882-1949). Selon Andréi Nakov, détenteur du droit moral sur l'œuvre d'Alexandra Exter, plus de 90 % des tableaux exposés étaient des faux.
Sa dernière publication est L'aube de l'abstraction : Russie 1914-1923, anthologie de textes publiée par l'éditeur 5 Continents (Milan) à l'occasion de l'exposition éponyme à la Galerie nationale du Canada, Ottawa, 2016-2017.

## Note sur l'orthographe «Malewicz»
À propos du choix de l’orthographe du nom de l’artiste, il s’agit tout simplement de revenir à la graphie polonaise du nom, dont la résonance symbolique est de surcroît hautement importante pour un peintre ; ce nom désigne certes un peintre russe, mais aussi un artiste aux ambitions universelles, un peintre de surcroît d’origine polonaise, ce dont il a toujours fait état. De même qu'Andréi Nakov a rétabli sa date de naissance (1879 et non 1878), le rétablissement de l’orthographe originelle de son nom obéit à un souci de précision historique.

## Ouvrages

### Publications monographiques
- Alexandra Exter (Paris, 1972)
- Papazoff : Franc-tireur du surréalisme (Bruxelles, 1973)
- 2 Stenberg 2 (Paris-Londres-Toronto, 1975)
- Nina Kogan (Zürich, 1985)
- Jean Legros, co-écrit avec Eda Maillet, Éditions du Musée Tavet Delacour (Pontoise, 1986)
- Alexandre Bogomazov (Musée d'Art Moderne, Toulouse et Musée d'Art Ukrainien, Kiev, 1991)
- Kazimir Malewicz, Catalogue raisonné, Éditions Adam Biro (Paris, 2002)
- Malévitch : Aux avant-gardes de l'art moderne, coll. « Découvertes Gallimard / Arts » (no 445) (Paris, 2003)
- Kazimir Malewicz, le peintre absolu, Thalia Édition (Paris, 2007)
- Kandinsky, secret - l'énigme du premier tableau abstrait, Les Presses du réel (Dijon, 2015)

### Traductions commentées de textes théoriques russes
- Nikolaï Taraboukine, Le Dernier Tableau, écrits sur l'art et l'histoire de l'art à l'époque du constructivisme russe présentés par Andréi Nakov, traduction du russe par Michel Pétris et Andréi Nakov, éditions Champ libre, 1972.
- Kazimir Malévitch, Écrits, présentés par Andréi Nakov, éditions Champ libre, Paris, 1975.
- Victor Chklovski, Résurrection du Mot, éditions Gérard Lebovici, Paris, 1985.
- Nemours au Prieuré de Salagon, Paris, 2004.

### Ouvrages de synthèse
- Abstrait/Concret : Art non-objectif russe et polonais - Édition française (Paris, 1981, traduit en russe sous le titre Bespredmetnyj mir, éd. Iskusstvo, Moscou, 1997)
- Abstrait/Concret : Art non-objectif russe et polonais - Édition russe
- L'avant-garde russe - Édition française (Paris, 1984 - traductions allemande, italienne, anglaise et américaine en 1976 et russe, éd. Iskusstvo, Moscou en 1991)
- L'avant-garde russe - Édition russe éd. Iskusstvo, Moscou, 1991
- Malewicz, au-delà des censures, éditions Selena, octobre 2023

### Catalogues d'exposition
- Tatlin's Dream (Fischer Fine Art, Londres, 1973)
- Russian Constructivism, the Laboratory Period (Art Gallery of Ontario, Toronto, 1975)
- Kasimir Malevich (Tate Gallery, Londres, 1976)
- The Suprematist straight line (Londres, 1977)
- Liberated Colour and Form (Scottish National Gallery of Modern Art, Edinbourgh et Shefield Art Gallery, The Art Council of Great Britain, 1978)
- The First Russian Show (Londres, 1983)
- Dada-Constructivism : The Janus Face of the twenties (Londres, 1984)
- Mikhail Larionov (Francfort-Genève, 1987-1988)
- Dada and Constructivism - Édition anglaise (Tokyo, 1988)

### Préface
- Pour une nouvelle méthodologie, préface à George Kubler (1912-1996), Formes du temps. Remarques sur l’histoire des choses, éditions Champ libre, Paris, 1973.